# Tubkanon

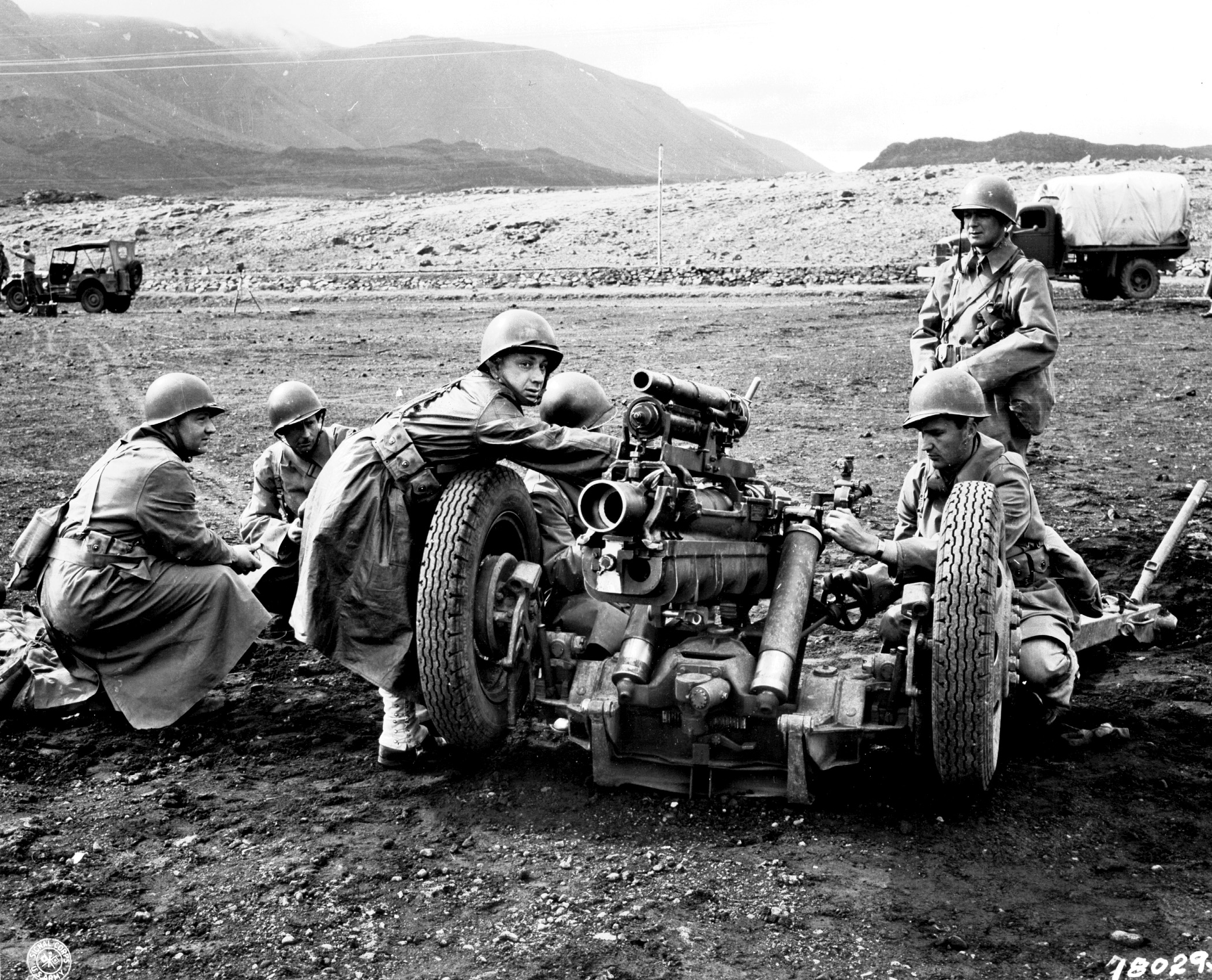
En 37mm tubkanon monterad på en 75mm haubits vid en övning på Island 1943.

En tubkanon är ett mindre eldrör som sätts in i ett större eldrör för att minska dess kaliber i syfte att kunna skjuta mindre och billigare ammunition för övningsändamål. Detta sparar slitage på det riktiga eldröret samt ammunitionskostnader.
Denna typ av vapenövning kallas ibland underkaliber (inte att förväxla med underkalibrig ammunition).